# Aître

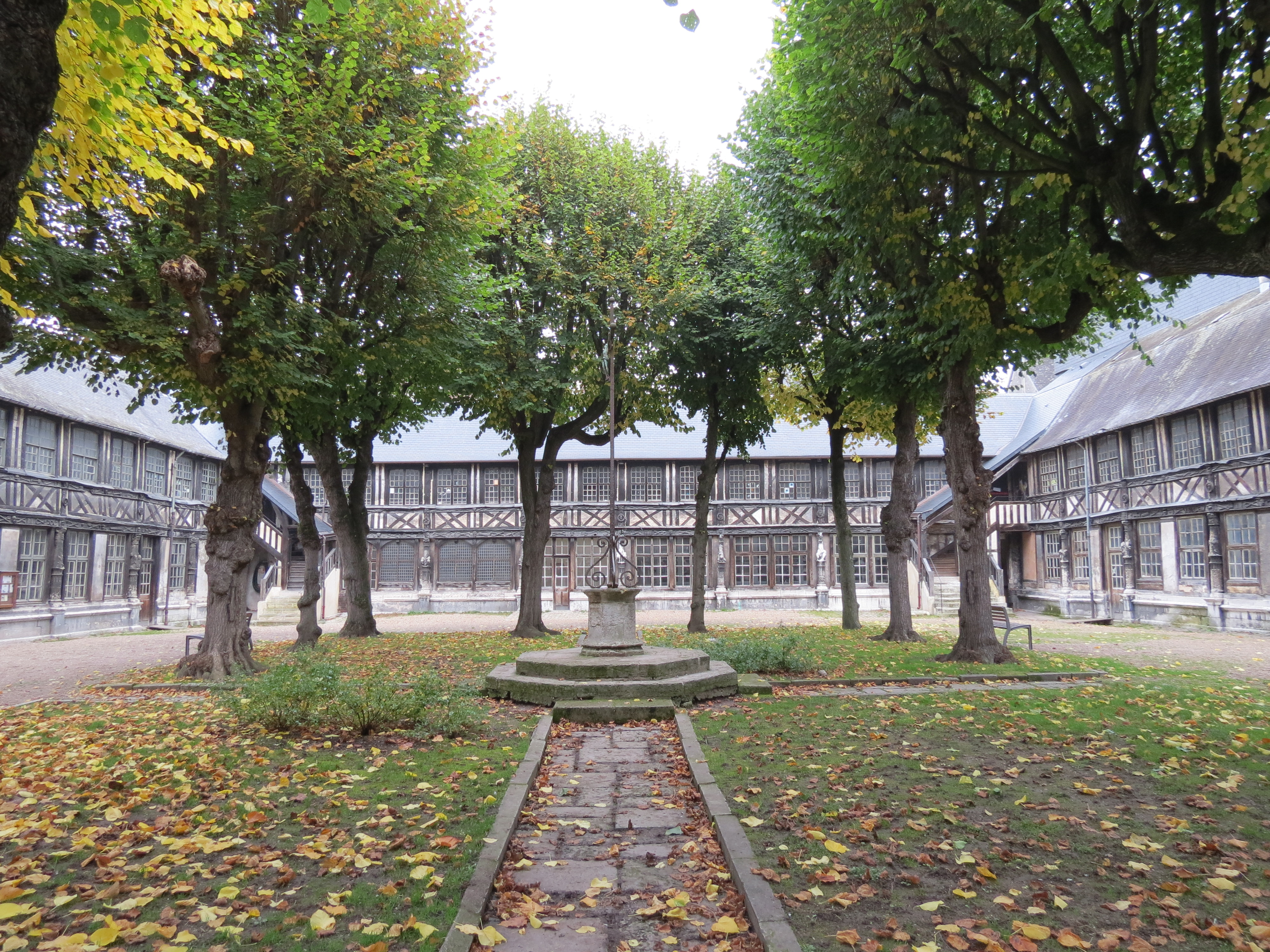
L'aître du cimetière médiéval est occupé par des fosses individuelles et surtout des grandes fosses communes anonymes autour de la croix hosannière centrale.

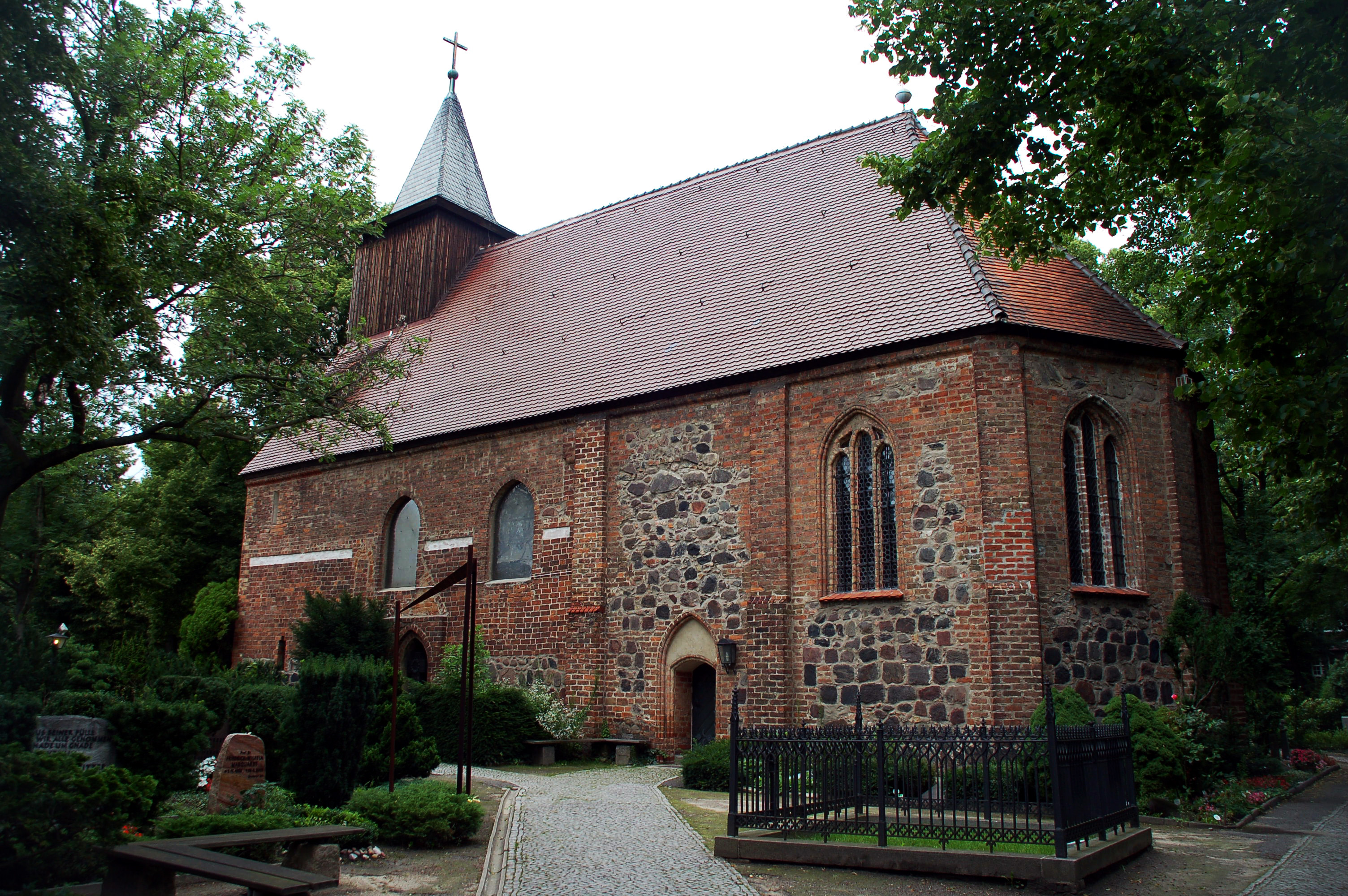
Les tombes de l'aître Sainte-Anne datant du XIIIe siècle disposées autour de l'église homonyme à Berlin-Dahlem en Allemagne.

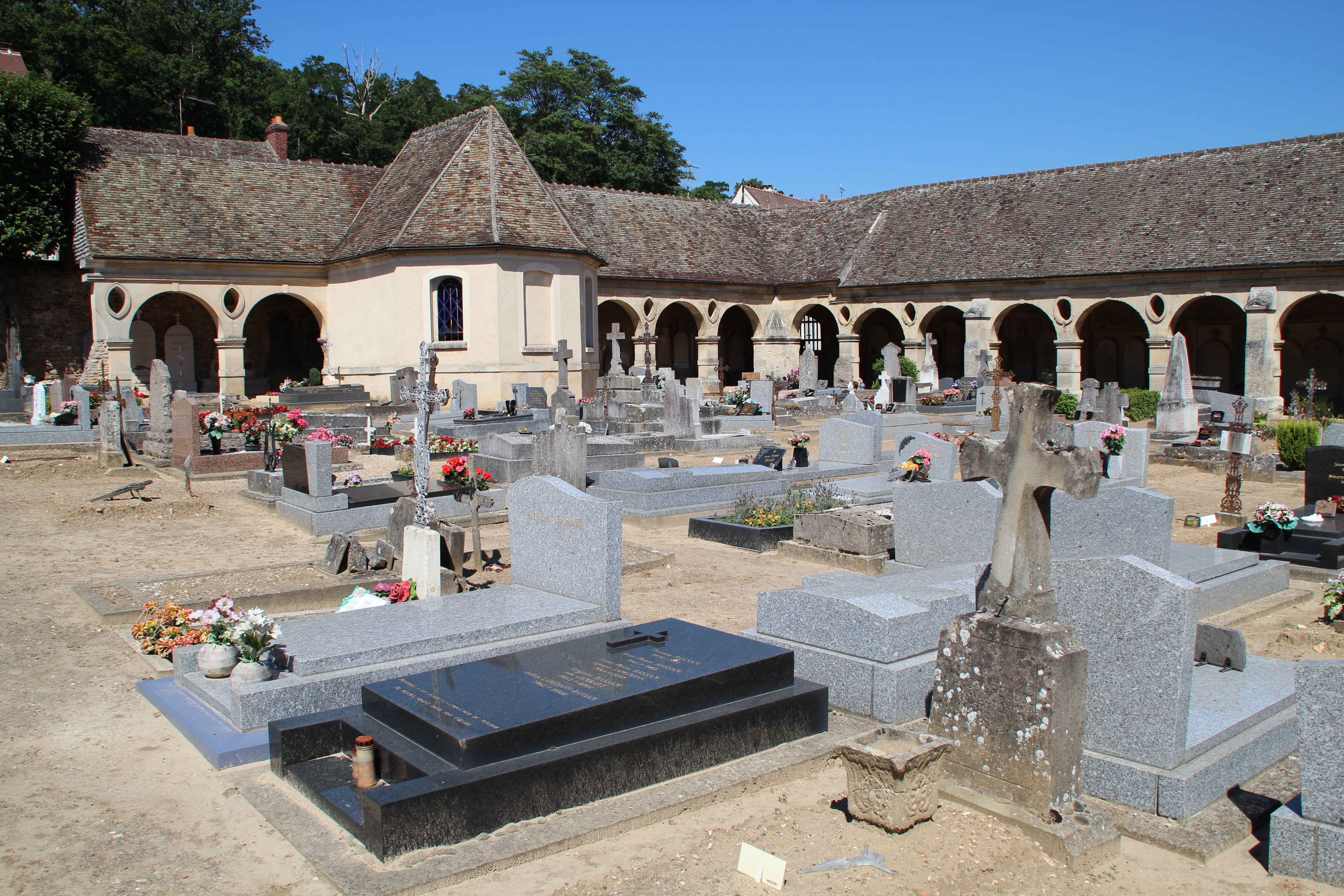
Aître du cimetière de Montfort-l'Amaury, petite cour fermée par les galeries couvertes du charnier.

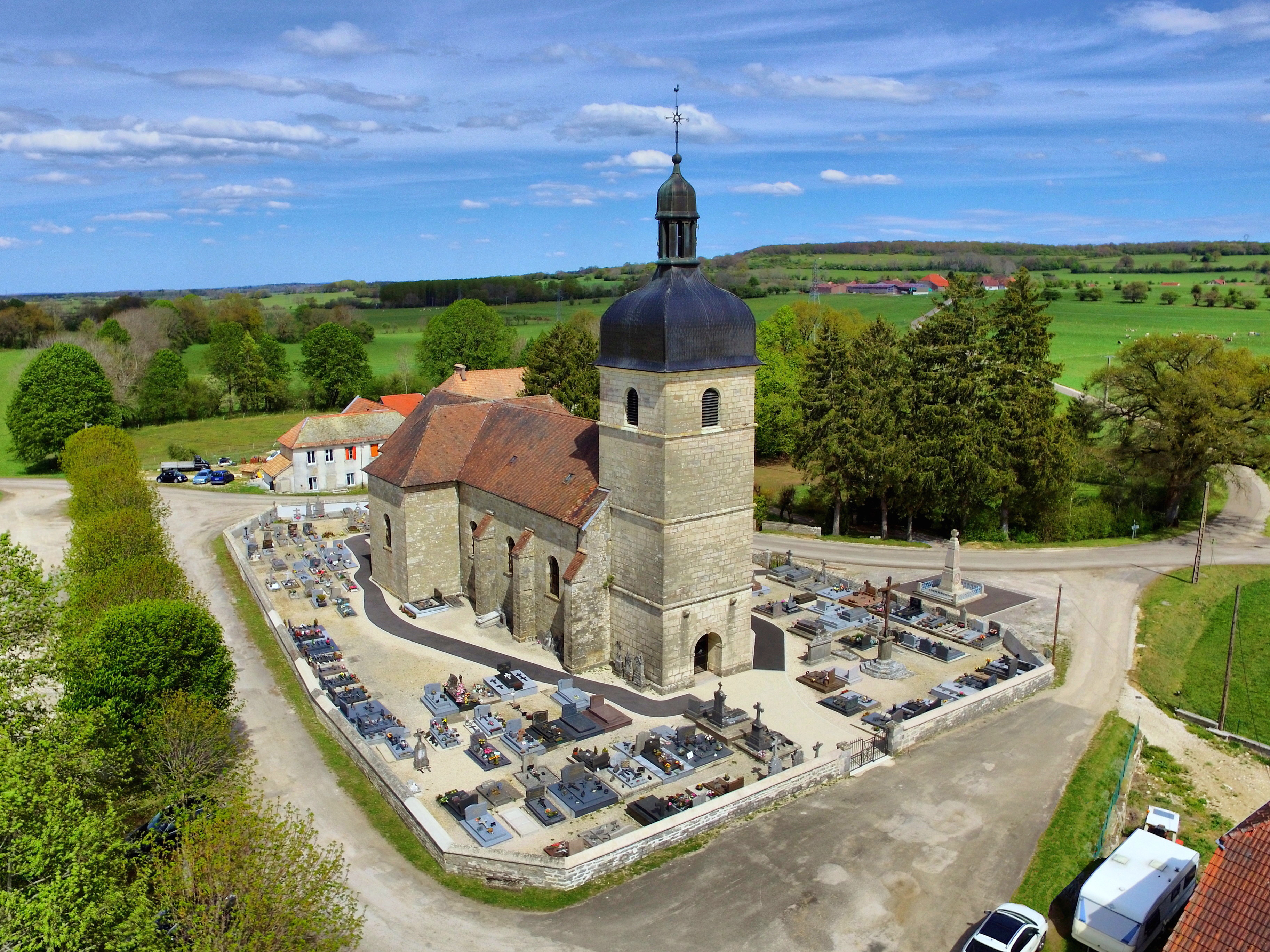
Dès le XIIe siècle, il existe un autre espace cémétérial voisin de l'église mais plus vaste que l'aître : le cimetière découvert. De forme irrégulière, il est fermé d'un mur bas ou bordé d'une haie.

Un aître est la cour rectangulaire d'un cimetière médiéval attenant à un lieu de culte, et appartenant le plus souvent à la paroisse dudit lieu de culte. Même si le terme pouvait à l'origine désigner le parvis ou la cour d'entrée d'une église, il désigne couramment au Moyen Âge la zone funéraire entourant celle-ci, entourée du charnier composé de galeries couvertes, de chapelles funéraires et d'ossuaires.
Par extension, l'aître désigne ce type de cimetière.

## Étymologie
Le mot aître est issu du latin atrium, terme qui désigne la cour intérieure d'entrée précédant l'entrée d'une villa romaine.

## Histoire
Les chrétiens cherchaient à avoir leur sépulture à proximité d'un lieu sacré pour bénéficier de la protection du saint (inhumation ad sanctos, « près des saints »). Les tombes entourant une église peuvent être aussi anciennes que l'église elle-même. Elles étaient souvent utilisées par des familles n'ayant pas les moyens ou le rang de se faire inhumer dans un caveau du sous-sol de l'église. Dans certaines régions, notamment en Grande-Bretagne et dans le Nord-Ouest de la France, des cimetières peuvent être antérieurs à la construction de l'église. La plupart des pierres tombales et des stèles ne datent que du XVIIe siècle, car le sol était auparavant régulièrement réutilisé pour de nouvelles inhumations et les familles ne pouvaient pas s'offrir de monument funéraire.
En règle générale, les églises paroissiales médiévales disposaient d'un aître, à la campagne comme à la ville. Tous les cimetières médiévaux n'étaient cependant pas des aîtres. L'ancien cimetière Saint-Nicolas de Hanovre a été construit en dehors des remparts de la ville par crainte de la lèpre. Il est cité pour la première fois en 1284 comme le capella leprosorum extra muros. 
Cette zone cémétériale, surtout occupée par de grandes fosses communes (les tombes visibles, c'est-à-dire marquées dans l'espace par un signe — croix individuelle, pierre tombale, stèle — étant rares tandis que les tombes individuelles épitaphes se vulgarisent à partir du XVIe siècle), semblait bien peu distinguée de la place publique, au point que des marchés pouvaient s'y tenir. 
L'utilisation des aîtres comme lieux de sépultures a progressivement cessé en Europe au cours du XVIIe siècle ou du XVIIIe siècle, surtout en raison de problèmes sanitaires et par manque de place provoqués par la densification et l'augmentation de la population urbaine. Dans plusieurs pays, les enterrements dans les aîtres ont été interdits par les autorités. Certains aîtres ont même été détruits pour permettre la construction de routes ou de bâtiments. D'autres ont été réaménagés en parc. Dans certains cas, les dépouilles étaient exhumées et transférées dans des cimetières situés à l'extérieur de la ville.

## Exemples d'aîtres actuels
- Aître Saint-Saturnin, à Blois,
- Aître Saint-Maclou, à Rouen,
- Aître de Brisgaret, à Montivilliers.